# Islam and Terrorism: What the Qur'an Really Teaches About Christianity, Violence and the Goals of the Islamic Jihad
Islam and Terrorism: What the Qur'an Really Teaches About Christianity, Violence and the Goals of the Islamic Jihad (ISBN 0-88419-884-7) er en bog fra år 2000 af Mark A. Gabriel (pseudonym); en egyptiske forfatter og tidligere imam og professor på Al-Azhar universitetet. Bogen er skrevet på engelsk og oversat til norsk ("Islam og terrorisme").
Bogen beskriver hvad Gabriel ser som forbindelsen mellem koranen og voldelig jihad mod Vesten, begået af islamistiske terrorister. I bogen har forfatteren den pointe at voldelig jihadister ikke er perifære ekstremistiske individer, men derimod rationelle personer der agerer inden for rammerne mainstream islam. Bogen går også i detaljer omkring konflikten mellem islam og kristendommen og hvad dette har betydet for kristne mindretal i arabiske lande i form af undertrykkelse og forfølgese og hvilke konsekvenser det kan medøre for indbyggerne i Vesten.